# 1797
Il 1797 (MDCCXCVII in numeri romani) è un anno  del XVIII secolo.

## Eventi
- 7 gennaio – A Reggio di Lombardia nasce il primo tricolore italiano, come bandiera della Repubblica Cispadana.
- 14-15 gennaio – Battaglia di Rivoli: Truppe francesi sconfiggono quelle austriache a Rivoli Veronese.
- 2 febbraio – Dopo l'assedio le truppe francesi ora possono occupare Mantova.
- 4 febbraio – Quito: In seguito ad un terremoto devastante muoiono 40.000 persone.
- 9 febbraio – Truppe francesi dell'armata d'Italia invadono le legazioni dello Stato Pontificio ed entrano ad Ancona.
- 14 febbraio – Battaglia di Capo San Vincenzo: La flotta inglese dell'ammiraglio John Jervis sconfigge quella spagnola a Capo San Vincenzo.
- 18 febbraio – Truppe inglesi occupano l'isola spagnola della Trinità.
- 19 febbraio – Trattato di Tolentino tra Stato Pontificio e Repubblica Francese. Il primo deve cedere Avignone e il Contado Venassino, oltre ai territori ora sottratti (Legazioni di Bologna, Ferrara e Ancona), che formano la neonata Repubblica Cispadana, con capitale Bologna, cui il 29 giugno viene annessa anche la Legazione di Romagna.
- 4 marzo – John Adams diviene Presidente degli Stati Uniti d'America succedendo a George Washington.
- 9 marzo – Inizia l'offensiva francese contro l'Arciduca d'Austria Carlo.
- 21 marzo – Truppe francesi conquistano Gradisca e il Tarvisio.
- 22 marzo – Truppe francesi entrano a Bolzano e a Bressanone.
- 23 marzo – Truppe francesi entrano a Trieste.
- 27 marzo – Truppe francesi entrano a Bressanone e a Villaco.
- 28 marzo – Truppe francesi entrano a Klagenfurt.
- 7 aprile – Truppe francesi sconfiggono quelle austriache ad Altenkirchen.
- 9 aprile – Battaglia di Carcina: Truppe francesi e rivoluzionarie bresciane e bergamasche sconfiggono valligiani fedeli a Venezia a Carcina. L'alta Val Trompia si arrenderà il 1º maggio.
- 17 aprile – Armistizio di Leoben: Viene firmato un armistizio tra Prima Repubblica francese e Impero asburgico.
- 17 aprile - 2 maggio – Battaglia di San Juan:  Gli spagnoli respingono l'assalto navale inglese.
- 12 maggio – A Venezia il Maggior Consiglio e l'ultimo doge Ludovico Manin abdicano.
- 15 maggio – Il Manin si ritira a Passariano lasciando Venezia, che viene occupata dai francesi del generale Napoleone Bonaparte.
- 13 giugno – Fine della Repubblica di Genova: Viene costituita la Repubblica Ligure. A seguito della rivolta giacobina sostenuta dalla Francia del 22 maggio, l'ultimo Doge, Giacomo Maria Brignole accetta sotto minaccia delle armi transalpine, guidate da Napoleone in persona, di assumere la carica di "Presidente" del governo (nominato dai Francesi) della nuova Repubblica.
- 19 giugno – Paolina Bonaparte sposa il generale francese Victor Emanuel Leclerc.
- 29 giugno – Napoleone istituisce la Repubblica Cisalpina, comprendente Milanese, Bergamasco, Cremonese e Modenese, già occupati dai Francesi.
- 29 giugno – Alla repubblica di Venezia succede la nuova repubblica veneta.
- 9 luglio – La Repubblica Cispadana viene unita alla Repubblica Transpadana nella nuova Repubblica Cisalpina.
- 30 luglio – Milano diventa capitale della Repubblica Cisalpina.
- 4 settembre – A Parigi colpo di Stato del 18 fruttidoro organizzato da Barras e sostenuto dall'esercito, contro la maggioranza moderata e realista del Consiglio dei Cinquecento e del Consiglio degli Anziani.
- 10 ottobre – La Valtellina viene sottratta alla Svizzera ed annessa alla Repubblica Cisalpina.
- 11 ottobre – Battaglia di Camperdown: L'ammiraglio inglese Adam Duncan sorprende e sconfigge la flotta olandese, che trasportava 15.000 soldati franco-olandesi destinati all'invasione dell'Irlanda, presso l'odierna Camperduin.
- 17 ottobre – Trattato di Campoformio tra Francia e Impero/Austria: Confermati sostanzialmente gli accordi di Leoben, inoltre la Repubblica di Venezia viene divisa tra Francia ed Austria, la Lombardia va alla Repubblica Cisalpina, i territori a sinistra del Reno fino a Colonia alla Francia; in attesa del Congresso di Rastatt per definire l'assetto del Sacro Romano Impero.
- 22 ottobre – A Parigi André-Jacques Garnerin esegue il primo lancio con il paracadute.
- 16 novembre – Muore Federico Guglielmo II di Prussia, gli succede Federico Guglielmo III.
- 28 novembre – Apertura del Congresso di Rastatt (chiuso il 23 aprile 1799 senza nulla di fatto).
- 28 dicembre – Moti antifrancesi a Roma: assassinato il generale Duphot, ambasciatore francese, che incitava la folla alla ribellione contro il Papa; ma le scuse del Papa vengono respinte dal Direttorio.
- Escono gli Inni alla notte di Novalis.

## Nati
Ci sono circa 290 voci su persone nate nel 1797; vedi la pagina Nati nel 1797 per un elenco descrittivo o la categoria Nati nel 1797 per un indice alfabetico.

## Morti

### Gennaio
- 8 gennaio - Domenico Cagnoni, incisore italiano (n. 1734)
- 9 gennaio - Charles Deschamps de Boishébert et de Raffetot, generale francese (n. 1727)
- 10 gennaio - Ignazio Marabitti, scultore italiano (n. 1719)
- 11 gennaio - Francis Lightfoot Lee, politico statunitense (n. 1734)
- 13 gennaio - Elisabetta Cristina di Brunswick-Wolfenbüttel-Bevern, sovrana tedesca (n. 1715)
- 21 gennaio - Thomas Jackling, pugile britannico (n. 1750)
- 22 gennaio - Fermín Francisco de Carvajal-Vargas, ufficiale e politico spagnolo (n. 1722)
- 25 gennaio - Franz Anton Hillebrandt, architetto austriaco (n. 1719)
- 25 gennaio - Michele Sarcone, medico e scienziato italiano (n. 1731)

### Febbraio
- 6 febbraio - Christian Wink, pittore tedesco (n. 1738)
- 8 febbraio - Johann Friedrich Doles, compositore tedesco (n. 1715)
- 9 febbraio - Giuseppina Teresa di Lorena-Armagnac, principessa (n. 1753)
- 11 febbraio - Antoine Dauvergne, compositore e violinista francese (n. 1713)
- 12 febbraio - Pierre-François Basan, incisore, mercante d'arte e editore francese (n. 1723)
- 14 febbraio - Claude-Marguerite Renart de Fuchsamberg, ammiraglio francese (n. 1736)
- 14 febbraio - Tomás Geraldino y Geraldino, militare spagnolo (n. 1754)
- 17 febbraio - Maria Anna Sofia di Sassonia (n. 1728)
- 20 febbraio - Domenico Merlini, architetto italiano (n. 1730)
- 22 febbraio - Barone di Münchhausen, militare tedesco (n. 1720)
- 26 febbraio - Hermann Becker, giurista tedesco (n. 1719)
- 26 febbraio - Ivan Grigor'evič Černyšëv, politico e ufficiale russo (n. 1726)
- 26 febbraio - Augusto Filippo di Limburg-Stirum, vescovo cattolico e nobile tedesco (n. 1721)

### Marzo
- 2 marzo - Horace Walpole, scrittore inglese (n. 1717)
- 3 marzo - Yves Joseph de Kerguelen-Trémarec, navigatore francese (n. 1734)
- 6 marzo - Giacomo Leonardis, incisore italiano (n. 1723)
- 6 marzo - Bianca Laura Saibante, poetessa e letterata italiana (n. 1723)
- 10 marzo - Alexandre Deleyre, scrittore francese (n. 1726)
- 14 marzo - Elizabeth Hamilton, nobildonna scozzese (n. 1753)
- 16 marzo - Cristina Roccati, fisica e poetessa italiana (n. 1732)
- 18 marzo - Friedrich Wilhelm Gotter, poeta e drammaturgo tedesco (n. 1746)
- 21 marzo - Charles Fitzroy, I barone Southampton, nobile e ufficiale inglese (n. 1737)
- 26 marzo - James Hutton, geologo scozzese (n. 1726)
- 30 marzo - Giorgio Anselmi, pittore italiano (n. 1723)
- 30 marzo - Franz Joseph Aumann, compositore, presbitero e religioso austriaco (n. 1728)
- 31 marzo - Olaudah Equiano, scrittore e attivista nigeriano

### Aprile
- 8 aprile - Salvatore Ventimiglia, arcivescovo cattolico italiano (n. 1721)
- 11 aprile - Hedvig Elizabeth von Biron, nobildonna russa (n. 1727)
- 20 aprile - Walter van Nieuwenhuisen, arcivescovo vetero-cattolico olandese
- 23 aprile - Giovanni Battista Andreoni, cantante castrato italiano (n. 1720)
- 27 aprile - Enrico Luigi di Nassau-Saarbrücken, principe tedesco (n. 1768)

### Maggio
- 1º maggio - Franz Anton von Hartig, diplomatico, storico e geografo austriaco (n. 1758)
- 4 maggio - Agostino Antonio Giorgi, orientalista e bibliotecario italiano (n. 1711)
- 6 maggio - Cristiano Luigi Casimiro di Sayn-Wittgenstein-Ludwigsburg, conte tedesco (n. 1725)
- 14 maggio - Ireneo Affò, storico dell'arte, letterato e numismatico italiano (n. 1741)
- 14 maggio - Giovanni Fagnano dei Toschi, matematico italiano (n. 1715)
- 17 maggio - Michel-Jean Sedaine, drammaturgo francese (n. 1719)
- 19 maggio - Ernst Christoph von Kaunitz-Rietberg, diplomatico e nobile austriaco (n. 1737)
- 20 maggio - Anton Maria Garbi, pittore italiano (n. 1718)
- 27 maggio - François-Noël Babeuf, rivoluzionario e giornalista francese (n. 1760)
- 27 maggio - Augustin Darthé, rivoluzionario e magistrato francese (n. 1769)
- 28 maggio - Anton Raaff, tenore tedesco (n. 1714)
- 29 maggio - Stephan Dorffmaister, pittore austriaco (n. 1729)

### Giugno
- 13 giugno - Samuel-Auguste Tissot, medico svizzero (n. 1728)
- 15 giugno - Jean-Baptiste Blanchard, religioso e pedagogo francese (n. 1731)
- 15 giugno - Christen Friis Rottbøll, medico e botanico danese (n. 1727)
- 17 giugno - Muḥammad Khān Qājār, sovrano persiano (n. 1742)
- 21 giugno - Andreas Peter Bernstorff, politico danese (n. 1735)
- 21 giugno - Engelbertus Lucas, ammiraglio olandese (n. 1747)
- 23 giugno - Antonio Diziani, pittore italiano (n. 1737)
- 26 giugno - Onorato Caetani, principe italiano (n. 1742)
- 27 giugno - Giovanni Aloisio II di Oettingen-Spielberg, principe tedesco (n. 1758)
- 28 giugno - Pietro Verri, nobile, filosofo e economista italiano (n. 1728)

### Luglio
- 8 luglio - Tommaso Maurizio Richeri, giurista italiano (n. 1733)
- 9 luglio - Edmund Burke, politico, filosofo e scrittore britannico (n. 1729)
- 9 luglio - François-Léonor de Tournély, presbitero francese (n. 1767)
- 11 luglio - Charles Macklin, attore teatrale irlandese (n. 1699)
- 11 luglio - Ienăchiță Văcărescu, filologo, poeta e storico romeno (n. 1740)
- 14 luglio - Emmanuel de Rohan-Polduc, nobile francese (n. 1725)
- 18 luglio - Jean-Bernard Restout, pittore e disegnatore francese (n. 1732)
- 19 luglio - Giovanni Miazzi, architetto italiano (n. 1698)
- 21 luglio - Bertrand Pelletier, farmacista e chimico francese (n. 1761)

### Agosto
- 2 agosto - Secondo Arò, avvocato e patriota italiano (n. 1769)
- 2 agosto - Felice Berruti, avvocato e patriota italiano (n. 1771)
- 3 agosto - Jeffrey Amherst, I barone Amherst, generale britannico (n. 1717)
- 3 agosto - Secondo Berruti, medico e patriota italiano (n. 1767)
- 3 agosto - Gioachino Testa, avvocato e patriota italiano (n. 1771)
- 12 agosto - Carlo Tenivelli, storico e poeta italiano (n. 1754)
- 14 agosto - Gabriele Brunelli, botanico e naturalista italiano (n. 1728)
- 18 agosto - Giovanni Presta, medico e agronomo italiano (n. 1720)
- 19 agosto - Teresa Cornelys, soprano e impresario teatrale italiano (n. 1723)
- 22 agosto - Dagobert Sigmund von Wurmser, feldmaresciallo austriaco (n. 1724)
- 23 agosto - Élie Bertrand, teologo, geologo e naturalista svizzero (n. 1713)
- 25 agosto - Jean-Baptiste Louvet de Couvray, scrittore, politico e giornalista francese (n. 1760)
- 27 agosto - Carl Philipp von Venningen, nobile, politico e giudice tedesco (n. 1728)
- 29 agosto - Joseph Wright of Derby, pittore inglese (n. 1734)

### Settembre
- 10 settembre - Mary Wollstonecraft, filosofa e scrittrice britannica (n. 1759)
- 19 settembre - Lazare Hoche, generale francese (n. 1768)
- 21 settembre - Asaf-ud-Daula, sovrano indiano (n. 1748)
- 21 settembre - Hugh Pigot, militare britannico (n. 1769)
- 22 settembre - Christiane Becker, attrice teatrale tedesca (n. 1778)

### Ottobre
- 4 ottobre - George William Lemon, lessicografo britannico (n. 1726)
- 9 ottobre - Gaon di Vilna, rabbino lituano (n. 1720)
- 10 ottobre - Atanasio Cavalli, religioso e astronomo italiano (n. 1729)
- 12 ottobre - Pierre de Jélyotte, tenore francese (n. 1713)
- 22 ottobre - Giulio Cesare Viancini, arcivescovo cattolico italiano (n. 1726)

### Novembre
- 9 novembre - Baldassarre Oltrocchi, presbitero, bibliotecario e bibliografo italiano (n. 1714)
- 9 novembre - Hermanus Reijntjes, ammiraglio olandese (n. 1744)
- 11 novembre - Giuseppe Toaldo, astronomo, meteorologo e abate italiano (n. 1719)
- 14 novembre - Ivan Ivanovič Šuvalov, mecenate russo (n. 1727)
- 14 novembre - Januarius Zick, pittore e architetto tedesco (n. 1730)
- 15 novembre - Joseph Milner, presbitero britannico (n. 1744)
- 16 novembre - Federico Guglielmo II di Prussia, re (n. 1744)
- 17 novembre - Alessandro Speranza, compositore italiano (n. 1724)
- 20 novembre - Roger Payne, editore inglese (n. 1739)
- 21 novembre - Pietro Pompeo Sales, compositore italiano
- 25 novembre - Charles Walmesley, vescovo cattolico britannico (n. 1722)
- 26 novembre - Andrew Adams, politico e avvocato statunitense (n. 1736)

### Dicembre
- 1º dicembre - Oliver Wolcott, politico e militare statunitense (n. 1726)
- 7 dicembre - Jean-Baptiste Annibal Aubert du Bayet, politico e generale francese (n. 1757)
- 11 dicembre - Richard Brocklesby, medico britannico (n. 1722)
- 12 dicembre - Federico Ermanno di Anhalt-Köthen-Pleß, nobile tedesco (n. 1731)
- 13 dicembre - Louis Legendre, politico francese (n. 1752)
- 14 dicembre - John Robert Cozens, pittore britannico (n. 1752)
- 19 dicembre - Francesco Sabatini, architetto italiano (n. 1721)
- 22 dicembre - Giovanni Marco Rutini, compositore e clavicembalista italiano (n. 1723)
- 23 dicembre - Federico II Eugenio di Württemberg, nobile tedesco (n. 1732)
- 26 dicembre - Pëtr Ivanovič Melissino, generale e nobile greco (n. 1726)
- 26 dicembre - John Wilkes, politico e pubblicista inglese (n. 1725)
- 28 dicembre - Mathurin-Léonard Duphot, generale francese (n. 1769)
- 29 dicembre - Anton Bachschmidt, compositore e violinista tedesco (n. 1728)
- 30 dicembre - Juan de Ayala, esploratore e navigatore spagnolo (n. 1745)

### Senza giorno specificato
- Manuel Álvarez, scultore spagnolo (n. 1727)
- Pasquale Anfossi, compositore e violinista italiano (n. 1727)
- John Lodge Cowley, cartografo, geografo e matematico britannico (n. 1719)
- James Duane, politico statunitense (n. 1733)
- Josiah Emery, orologiaio svizzero
- Adriano Fedri, organaro italiano (n. 1727)
- Claude Antoine Gaspard Riche, naturalista francese (n. 1762)
- Joseph Gegenbach, ebanista e intagliatore francese (n. 1715)
- Camillo Genovese, poeta e storico italiano (n. 1755)
- Gerasimo III di Costantinopoli, arcivescovo ortodosso greco
- Tommaso Gherardini, pittore italiano (n. 1715)
- Camille Charles Le Clerc de Fresne, militare e politico francese (n. 1741)
- Beverley Randolph, politico statunitense (n. 1755)
- Shitomi Kangetsu, pittore e incisore giapponese
- Humphrey Waldo Sibthorp, botanico britannico (n. 1713)
- Anne Speke, nobildonna inglese (n. 1740)
- Wang Zhenyi, astronoma, matematica e poetessa cinese (n. 1768)
- Yuan Mei, poeta, artista e letterato cinese (n. 1716)

## Calendario
| Calendario 1797 | Calendario 1797 | Calendario 1797 | Calendario 1797 | Calendario 1797 | Calendario 1797 | Calendario 1797 | Calendario 1797 | Calendario 1797 | Calendario 1797 | Calendario 1797 | Calendario 1797 | Calendario 1797 | Calendario 1797 | Calendario 1797 | Calendario 1797 | Calendario 1797 | Calendario 1797 | Calendario 1797 | Calendario 1797 | Calendario 1797 | Calendario 1797 | Calendario 1797 | Calendario 1797 | Calendario 1797 | Calendario 1797 | Calendario 1797 | Calendario 1797 | Calendario 1797 | Calendario 1797 | Calendario 1797 | Calendario 1797 | Calendario 1797 |
| --------------- | --------------- | --------------- | --------------- | --------------- | --------------- | --------------- | --------------- | --------------- | --------------- | --------------- | --------------- | --------------- | --------------- | --------------- | --------------- | --------------- | --------------- | --------------- | --------------- | --------------- | --------------- | --------------- | --------------- | --------------- | --------------- | --------------- | --------------- | --------------- | --------------- | --------------- | --------------- | --------------- |
|                 | 1               | 2               | 3               | 4               | 5               | 6               | 7               | 8               | 9               | 10              | 11              | 12              | 13              | 14              | 15              | 16              | 17              | 18              | 19              | 20              | 21              | 22              | 23              | 24              | 25              | 26              | 27              | 28              | 29              | 30              | 31              |                 |
| Gennaio         | Do              | Lu              | Ma              | Me              | Gi              | Ve              | Sa              | Do              | Lu              | Ma              | Me              | Gi              | Ve              | Sa              | Do              | Lu              | Ma              | Me              | Gi              | Ve              | Sa              | Do              | Lu              | Ma              | Me              | Gi              | Ve              | Sa              | Do              | Lu              | Ma              |                 |
| Febbraio        | Me              | Gi              | Ve              | Sa              | Do              | Lu              | Ma              | Me              | Gi              | Ve              | Sa              | Do              | Lu              | Ma              | Me              | Gi              | Ve              | Sa              | Do              | Lu              | Ma              | Me              | Gi              | Ve              | Sa              | Do              | Lu              | Ma              |                 |                 |                 |                 |
| Marzo           | Me              | Gi              | Ve              | Sa              | Do              | Lu              | Ma              | Me              | Gi              | Ve              | Sa              | Do              | Lu              | Ma              | Me              | Gi              | Ve              | Sa              | Do              | Lu              | Ma              | Me              | Gi              | Ve              | Sa              | Do              | Lu              | Ma              | Me              | Gi              | Ve              |                 |
| Aprile          | Sa              | Do              | Lu              | Ma              | Me              | Gi              | Ve              | Sa              | Do              | Lu              | Ma              | Me              | Gi              | Ve              | Sa              | Do              | Lu              | Ma              | Me              | Gi              | Ve              | Sa              | Do              | Lu              | Ma              | Me              | Gi              | Ve              | Sa              | Do              |                 |                 |
| Maggio          | Lu              | Ma              | Me              | Gi              | Ve              | Sa              | Do              | Lu              | Ma              | Me              | Gi              | Ve              | Sa              | Do              | Lu              | Ma              | Me              | Gi              | Ve              | Sa              | Do              | Lu              | Ma              | Me              | Gi              | Ve              | Sa              | Do              | Lu              | Ma              | Me              |                 |
| Giugno          | Gi              | Ve              | Sa              | Do              | Lu              | Ma              | Me              | Gi              | Ve              | Sa              | Do              | Lu              | Ma              | Me              | Gi              | Ve              | Sa              | Do              | Lu              | Ma              | Me              | Gi              | Ve              | Sa              | Do              | Lu              | Ma              | Me              | Gi              | Ve              |                 |                 |
| Luglio          | Sa              | Do              | Lu              | Ma              | Me              | Gi              | Ve              | Sa              | Do              | Lu              | Ma              | Me              | Gi              | Ve              | Sa              | Do              | Lu              | Ma              | Me              | Gi              | Ve              | Sa              | Do              | Lu              | Ma              | Me              | Gi              | Ve              | Sa              | Do              | Lu              |                 |
| Agosto          | Ma              | Me              | Gi              | Ve              | Sa              | Do              | Lu              | Ma              | Me              | Gi              | Ve              | Sa              | Do              | Lu              | Ma              | Me              | Gi              | Ve              | Sa              | Do              | Lu              | Ma              | Me              | Gi              | Ve              | Sa              | Do              | Lu              | Ma              | Me              | Gi              |                 |
| Settembre       | Ve              | Sa              | Do              | Lu              | Ma              | Me              | Gi              | Ve              | Sa              | Do              | Lu              | Ma              | Me              | Gi              | Ve              | Sa              | Do              | Lu              | Ma              | Me              | Gi              | Ve              | Sa              | Do              | Lu              | Ma              | Me              | Gi              | Ve              | Sa              |                 |                 |
| Ottobre         | Do              | Lu              | Ma              | Me              | Gi              | Ve              | Sa              | Do              | Lu              | Ma              | Me              | Gi              | Ve              | Sa              | Do              | Lu              | Ma              | Me              | Gi              | Ve              | Sa              | Do              | Lu              | Ma              | Me              | Gi              | Ve              | Sa              | Do              | Lu              | Ma              |                 |
| Novembre        | Me              | Gi              | Ve              | Sa              | Do              | Lu              | Ma              | Me              | Gi              | Ve              | Sa              | Do              | Lu              | Ma              | Me              | Gi              | Ve              | Sa              | Do              | Lu              | Ma              | Me              | Gi              | Ve              | Sa              | Do              | Lu              | Ma              | Me              | Gi              |                 |                 |
| Dicembre        | Ve              | Sa              | Do              | Lu              | Ma              | Me              | Gi              | Ve              | Sa              | Do              | Lu              | Ma              | Me              | Gi              | Ve              | Sa              | Do              | Lu              | Ma              | Me              | Gi              | Ve              | Sa              | Do              | Lu              | Ma              | Me              | Gi              | Ve              | Sa              | Do              |                 |